# BLRT Grupp
BLRT Grupp (Balti Laevaremonditehas) es una empresa de construcción naval con sede en Tallin, Estonia. Además de Estonia, la empresa posee astilleros en Lituania, Finlandia y Noruega. Sus filiales de construcción y reparación naval son Tallinn Shipyard, BLRT Western Shipyard, Turku Repair Yard y BLRT Fiskerstrand.
El 14 de diciembre de 2011, Fiskerstrand BLRT entregó el ferry propulsado por gas natural licuado más grande del mundo, el MF Boknafjord, a la compañía noruega Fjord1. Otro ferry propulsado por gas natural licuado, el MF Edøyfjord, se entregó el 30 de enero de 2012.
El beneficio total fue de 283.9 millones de euros en 2017 y 302.2 millones de euros en 2018. El beneficio neto fue de 18.5 millones de euros en 2017 y 15.1 millones de euros en 2018.